# Nassauische Verkehrs-GmbH

Logo der Nassauischen Verkehrsgesellschaft bis 2015

Die Nassauische Verkehrs-Gesellschaft mbH (NVG) ist ein Omnibusbetrieb im Rhein-Lahn-Kreis im Land Rheinland-Pfalz.
Die NVG ist eine 100-prozentige Tochtergesellschaft der Transdev GmbH mit Sitz in Bogel.

## Geschichte
Im heutigen Rhein-Lahn-Kreis betrieb die Nassauische Kleinbahn AG seit den Jahren 1900 bis 1903 ein schmalspuriges Kleinbahnnetz.
Es wurde ab 1938 durch bahneigene Omnibuslinien ergänzt.
Nachdem der Personenverkehr auf der Schiene im Jahre 1953 und der Güterverkehr im Jahre 1977 eingestellt worden waren, wurde zur Weiterführung des Busbetriebs am 1. Januar 1978 die Nassauische Verkehrs-Gesellschaft mbH gegründet; sie übernahm die Omnibuskonzessionen der Kleinbahngesellschaft.
An der NVG war – neben dem Rhein-Lahn-Kreis – auch die AG für Verkehrswesen mit 75 % des Kapitals beteiligt, deren Anteile im Jahre 2000 an die Connex Verkehr GmbH, heute Transdev GmbH, übergegangen sind.

## Betrieb
Der Sitz der Gesellschaft, die rund 50 Omnibusse besitzt, wurde 2006 von Nastätten nach Bogel verlegt. Die NVG verlor zum Fahrplanwechsel 2015 alle Linien im Bereich „Blaues Ländchen/Einrich“ und „Loreley“ an die Martin Becker GmbH & Co. KG aus Altenkirchen. Die NVG orientiert sich inzwischen eher in Hessen, so konnte 2014 die Ausschreibung „Niedernhausen/Idstein“ und der Stadtverkehr Idstein gewonnen werden. Zum Fahrplanwechsel Dezember 2016 konnte die NVG die bislang durch die Verkehrsgesellschaft Mittelhessen betriebenen Linien 271 (Wiesbaden – Idstein) und 272 (Wiesbaden – Limburg) und die bislang durch die von der Omnibusverkehr Rhein-Nahe betriebenen Linien 275/X76 (Wiesbaden – Nastätten bzw. Katzenelnbogen) gewinnen.

## Linienübersicht
Mit dem Fahrplanwechsel 2015 hat die NVG alle Linien im Bereich „Blaues Ländchen“ und „Loreley“ verloren. Diese werden nun vom Omnibusbetrieb Martin Becker ausgeführt. Bis zum Dezember 2015 befuhr die NVG folgende Linien in Rheinland-Pfalz:
- Linie 531: St. Goarshausen – Kasdorf – Nastätten
- Linie 532: Katzenelnbogen – Laurenburg – Nassau
- Linie 533: Nassau – Bad Ems
- Linie 534: Zimmerschied – Winden – Nassau
- Linie 537: Nastätten – Nassau
- Linie 538: Lierschied – Nochern – Dahlheim/GS
- Linie 579: Holzappel – Cramberg – Balduinstein
- Linie 580: Nastätten – Limburg
- Linie 582: Nastätten – Lautert – St. Goarshausen
- Linie 583: Nastätten – Lierschied – St. Goarshausen
- Linie 584: St. Goarshausen – Reitzenhain – Patersberg
- Linie 586: Nastätten – Holzhausen – Miehlen
- Linie 587: Oberneisen – Zollhaus – Katzenelnbogen
- Linie 588: Katzenelnbogen – Schönborn – Limburg
- Linie 589: Lautert – Niederwallmenach – Miehlen
- Linie 590: Niedertiefenbach – Roth – Katzenelnbogen
- Linie 591: Katzenelnbogen – Laufenselden – Huppert
- Linie 592: Rettert – Mittelfischbach – Katzenelnbogen
- Linie 595: St. Goarshausen – Loreley
- Linie 531-ALFA: St. Goarshausen – Hainau – Nastätten
- Linie 537-ALFA: Nastätten – Nassau
- Linie 546-ALFA: Ehr – Miehlen
- Linie 558-ALFA: Nastätten – Kaub
- Linie 559-ALFA: St. Goarshausen – Kaub
- Linie 577-ALFA: Kamp-Bornhofen – Hinterwald
- Linie 582-ALFA: Nastätten – Lautert – St. Goarshausen
- Linie 586-ALFA: Nastätten – Bettendorf – Obertiefenbach

Neben diesen Linien fuhr die NVG auch im Auftrag der RTV im Zeitraum vom Dezember 2014 bis Dezember 2022 im Rheingau-Taunus-Kreis folgende Linien:
Geisenheim
- Linie 181: (Rüdesheim –) Geisenheim – Marienthal – Johannisberg – Oestrich – Winkel – Hattenheim – Hallgarten
- Linie 183: (Rüdesheim –) Geisenheim – Johannisberg – Stephanshausen – Presberg
- Linie 187: Rüdesheim – Assmannshausen – Aulhausen
- Linie 191: Geisenheim – Rüdesheim – Assmannshausen – Lorch – Lorchhausen – Ranselberg – Sauerthal – Ransel – Wollmerschied

- Linie 180: Geisenheim – Marienthal
- Linie 182: Rundverkehr: Geisenheim – Johannisberg – Stephanshausen
- Linie 182: Hallgarten – Hattenheim
- Linie 185: (Rüdesheim –) Geisenheim – Johannisberg – Stephanshausen – Presberg

Idstein
- Linie 220: Oberjosbach – Niedernhausen – Idstein
- Linie 221: Stadtbusverkehr: Bahnhof – Krankenhaus – Taubenberg – Gänsberg – Busbahnhof – Bahnhof
- Linie 222: Stadtbusverkehr: Bahnhof – Busbahnhof – Gänsberg – Taubenberg – Krankenhaus – Bahnhof
- Linie 223: Idstein – Bermbach – Heftrich – Glashütten – Königstein
- Linie 224: Idstein – (Strinz-Trinitatis –) Ehrenbach – Görsroth – Idstein
- Linie 228: Lenzhahn – Idstein – Ehrenbach – Neuhof
- Linie 230: Bad Camberg – Walsdorf – Wörsdorf – Idstein
- Linie 231: Idstein – Esch – Steinfischbach – Niederems – Esch – Idstein

Die Linien wurden durch die ALV Oberhessen, ESE Verkehrsgesellschaft und die DB Regio Bus Mitte im Dezember 2022 übernommen.
Die NVG fährt im Auftrag der DB Regio Bus Mitte einzelne Fahrten auf folgender Linie:
- Linie 171: Wiesbaden – Eltville – Winkel – Geisenheim – Rüdesheim (– Lorchhausen)

Die Linie wird durch die ALV Oberhessen im Dezember 2024 übernommen.
Zum Fahrplanwechsel des RMV am 11. Dezember 2016 hat die NVG die Linienbündel RTK-Wiesbaden Nord (269, 271, X72) und RTK-Wiesbaden Bäderstraße (275, X76) übernommen und erhielt damit weitere Regionalbuslinien im Rheingau-Taunus-Kreis sowie im Rhein-Lahn-Kreis und im Landkreis Limburg-Weilburg.
Die Geschäftsführung der Nassauischen Verkehrs-GmbH leitet unter anderem auch die AWV Ahrweiler Verkehrs GmbH, Transdev Taunus, Nutzfahrzeugzentrum Mittelrhein GmbH und die Verkehrsbetriebe Rhein Eifel Mosel GmbH, die alle Töchterunternehmen der Transdev GmbH sind.